# 圣雅各教堂 (吕贝克)

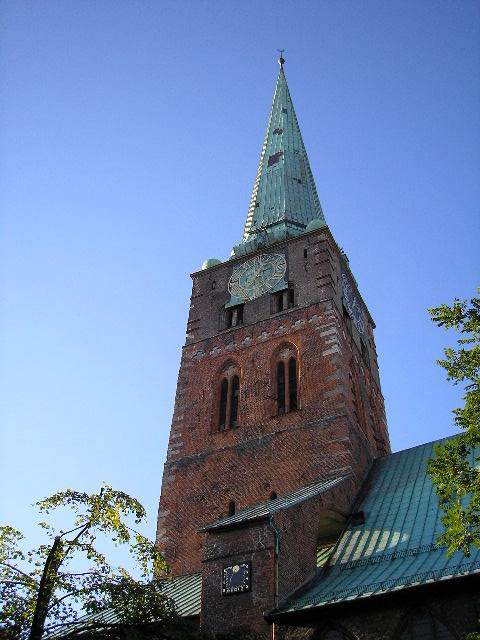
与众不同的钟楼

53°52.2564′N 10°41.3376′E / 53.8709400°N 10.6889600°E
圣雅各教堂（德語：Jakobikirche）是德国路德会在吕贝克旧城区的五座主要教堂之一。 
它成立于1334年，为水手和渔民的教堂，现在仍位于海员之家对面。主保圣人是圣雅各。该教堂、圣灵医院和邻近的格楚德宿舍是从北欧前往圣地亚哥德孔波斯特拉朝圣的一个站。自2007年9月，该教堂的北塔成为国家海事纪念物。 